# Locomotiva FS 875
La locomotiva a vapore Gruppo 875 era una locotender progettata dalle Ferrovie dello Stato per il servizio viaggiatori sulle linee secondarie.

## Storia

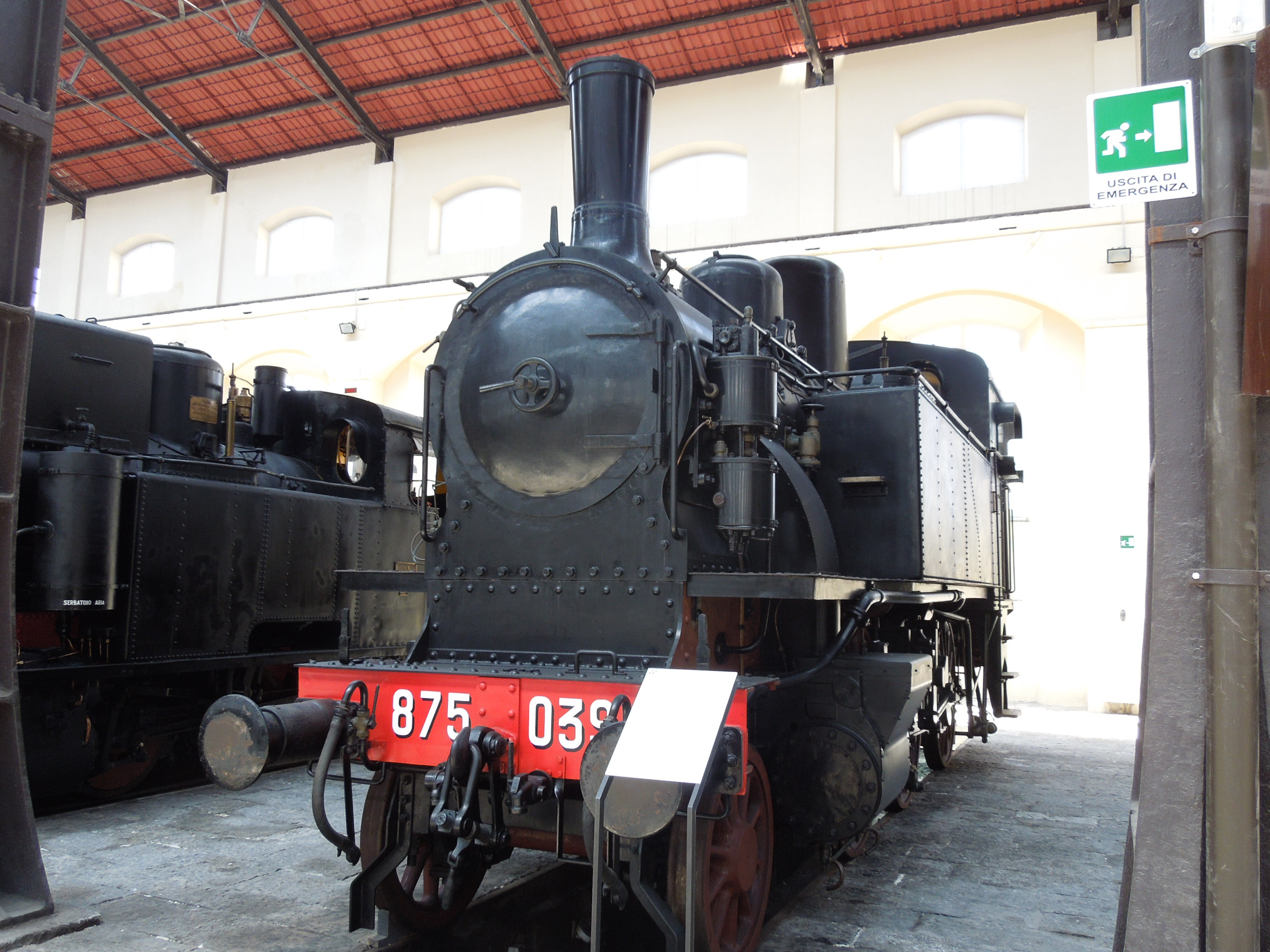
Locomotiva FS 875.039 esposta nel Museo nazionale ferroviario di Pietrarsa

Le locomotive del gruppo 875 nacquero dall'esigenza di aumentare la capacità di traino dei treni viaggiatori su linee secondarie dal profilo altimetrico non molto difficile. Furono costruite in 117 unità fra il 1912 e il 1916. Durante la Grande Guerra erano in dotazione ai treni armati della Regia Marina e fu inoltre una delle prime motrici italiane a trainare i treni ospedale. Nel corso del tempo 28 locomotive del gruppo vennero trasformate in locomotive 880.

## Caratteristiche tecniche
Le locomotive 875, nel loro schema costruttivo riprendevano, migliorandole, le caratteristiche e le soluzioni delle 870 da cui tuttavia differivano notevolmente.
Erano delle macchine a 2 cilindri esterni a vapore saturo e a semplice espansione. Il forno aveva una maggiore superficie di griglia e una caldaia, a 12 bar, molto più vaporiera.
Rispetto alla 870 ebbe l'aggiunta di un asse anteriore portante, che formava un carrello italiano con il primo asse motore e questo ne migliorò l'inscrizione nelle curve strette e permise l'aumento a 75 km/h della velocità massima.
Vennero costruite in due serie. La prima serie di 50 locomotive, la seconda ordinazione di 67 unità.

## Unità conservate
- Una locomotiva FS 875.019 è esposta nel cortile della scuola elementare G. Ferraris di Asti. L'esemplare è stato ridipinto dai volontari della protezione civile della sezione di Latina, in occasione dell'89ª Adunata nazionale degli Alpini ad Asti, 9/15 maggio 2016.
- Una locomotiva FS 875.039 è esposta nel Museo nazionale ferroviario di Pietrarsa.
- Una locomotiva FS 875.083 è monumentata a Smederevo come JZ 154-008.
- Una locomotiva FS 875.090 è esposta al Gottard Park di Castelletto Ticino.

## Depositi di assegnazione
- Deposito locomotive di Roma San Lorenzo
- Deposito locomotive di Mestre
- Deposito locomotive di Faenza
- Deposito locomotive di Velletri